# 에이지 오브 엠파이어 3
에이지 오브 엠파이어 3(Age of Empires III,AoE III)는 앙상블 스튜디오에서 제작하고 마이크로소프트 게임 스튜디오에서 발행한 실시간 전략 게임이다. 북미(미국·캐나다)에서는 2005년 10월 18일에 발매되었다. 에이지 오브 엠파이어의 세 번째 작품으로, 1500년대부터 1850년까지의 유럽세력의 아메리카 대륙 진출을 다루고 있다. 8개 유럽문명(영국, 프랑스, 네덜란드, 독일, 스페인, 포르투갈, 러시아, 오스만 제국)이 등장한다.
에이지 오브 엠파이어 3은 '홈시티' 시스템과 롤 플레잉 게임의 영향을 도입하여 실시간 전략 게임에 혁신을 가져다 주었다. 또한 발전된 물리 엔진을 도입하여 전투 상황을 더 현실화하였다.
확장팩으로 3개 아메리카 원주민 문명과 새로운 시나리오가 추가된 에이지 오브 엠파이어 3: 대전사(Age of Empires III: The War Chiefs)가 2006년 10월 17일에 출시되었고, 2007년 10월 23일, 아시아를 배경으로 하는 두 번째 확장팩 에이지 오브 엠파이어 3: 아시아 왕조(Age of Empires III: The Asian Dynasties)가 출시되었다.
에이지 오브 엠파이어 3은 2백만 카피가 판매되었었고 2005년 잘 팔린 게임으로도 선정되었다.

## 국가
| 국기 | 문명                       | 보너스 |
|      | 스페인 이사벨라 여왕       | 스페인은 근접전에 능한 강력한 보병·기병대를 보유하고 있다. 스페인 고유의 로델레로와 창기병은 홈시티로부터 빨리 선적을 받을 수 있다. 또한 양성할 수 있는 보병 및 기병의 종류도 많은 편이고, 균형 잡힌 해군으로 적을 격퇴한다. |
|      | 영국 엘리자베스 1세 여왕   | 영국은 보통 주택이 아닌 숙소를 건설 할 수 있다. 숙소를 건설하면 1명의 주민을 무료로 생산한다. 따라서 빠른 건설과 수확이 가능하다. 영국의 군대는 초기보다는 후기에 더 집중하는 편이며, 막강한 경제력에 기반한 군대를 편성한다. 또한 영국 특유의 장궁병은 긴 사정거리로 유용하게 쓰인다. 또한 영국의 공장에서는 장거리 로켓을 발사하는 로켓 발사기를 생산한다.               |
|      | 프랑스 나폴레옹 보나파르트 | 프랑스는 보통 주민대신 보병과 맞먹는 능력을 보유한 '쿠뢰 드 보아'(프랑스어: Coureurs des Bois, "숲을 달리는 자들")를 생산한다. 또한 프랑스의 많은 선적이 원주민과 관련되어 있으며, 원주민과 동맹하기도 쉬운 편이다. 보통 프랑스는 시작할 때 원주민 정찰병을 무료로 얻는다. 또한 프랑스는 게임 내에서 생산 가능한 기병 중 가장 막강한 기병인 퀴러시어 기병을 보유하고 있다. |
|      | 포르투갈 항해사 헨리       | 포르투갈은 모든 시대 발전에 무료로 마을회관으로 전환할 수 있는 마차를 얻을 수 있다. 또한 포르투갈의 개척자들은 망원경을 이용하여 지도 어디든지 볼 수 있다. 포르투갈 고유의 까사도르 저격병을 중심으로 하는 포르투갈 군대는 균형이 잡혀있으며, 강력한 해군을 보유하는 동시에 오르간 건을 주력으로 하는 포병이 있다.                                                         |
|      | 네덜란드 나사우의 모리스   | 네덜란드의 모든 주민은 식량대신 화폐를 이용해 생산하기 때문에 초기의 자원에 크게 의존해야 하지만, 네덜란드 고유의 은행건물을 건설하여 자동으로 화폐를 생산한다. 또한 네덜란드는 쾌속 범선을 주력 부대로 하는 강력한 해군과 로이테르 총기병을 보유한 강한 기병대로 적을 제압한다.                                                                                           |
|      | 러시아 이반 뇌제           | 러시아는 기병 및 포병을 제외한 대다수의 유닛을 집단적으로 생산하며, 생산속도도 빠른편이다. 또한, 토치카라는 특수한 보병 양성소로 감시 초소에 들일 돈을 절약할 수 있다. 따라서 게임 초기에 우세를 점할 수 있다. 또한 러시아는 병력의 막대한 손실에도 적은 비용과 대량생산을 통해 충분히 보충할 수 있다.                                                                     |
|      | 독일 프리드리히 대왕       | 독일은 적은 수의 주민으로 시작하지만, 일반 주민보다 훨씬 많은 양의 자원을 모으는 주민 마차라는 특수 주민을 양성할 수 있다. 병력을 홈시티로부터 선적을 받을 때 무료로 소수의 율란(Uhlan,독일어: Ulanen) 기병대를 추가로 받는다. 독일은 다른 국가보다 느리게 선적을 받는다.                                                                                                  |
|      | 오스만 제국 술레이만 대제  | 오스만 제국의 경제는 느린 성장을 보이지만 주민을 자동으로, 또한 무료로 생산한다. 오스만 제국의 군대는 강력한 포병과 자신만의 병과로 구성된다. 오스만 제국의 대형사석포는 게임내에서 가장 막강한 대포이다. 또한 게임 내에서 가장 막강한 기병인 스파히 기병을 홈시티로부터만 제한적으로 생산할 수 있다.                                                                      |

미션에서는 각 장마다 고유의 국가 형식을 빌린 집단으로 플레이한다. 제1장 '피(Blood)'에서는 에스파냐를 모델로 한 성 요한 기사단으로 플레이할 수 있으며, 제2장 '얼음(Ice)'에서는 독일을 모델로 한 "존 블랙의 용병단"으로 플레이하며, 제3장 '강철(Steel)' 은 영국을 모델로 한 미국(정확히 말하면 가상의 철도회사인 팰콘 철도회사)의 입장으로 플레이한다.

## 시나리오
에이지 오브 엠파이어 3의 시나리오는 크게 3가지 이야기인 '피'(제1장)·'얼음'(제2장)·'강철'(제3장)로 구성되어있다.
앞의 에이지 오브 엠파이어 2: 에이지 오브 킹스까지의 역사소재가 아닌, 역사적 사실에 기초한 가문 '블랙'가문의 6대에 걸친 이야기를 다루고 있다. 다만, 제2대는 제2장에서 간단히 언급되는 정도이고, 제4대의 이야기는 확장팩 에이지 오브 엠파이어 3: 대전사의 제1장 '불'(Fire)에서, 제6대의 이야기는 확장팩 에이지 오브 엠파이어 3: 대전사의 제2장 '그림자'(Shadow)에서 다루고 있다.
시나리오의 모든 배경 설명의 나레이터는 중립적 인물이 아닌, 블랙 가문의 5대 손녀이자 제3장의 주인공인 아멜리아 블랙의 음성으로 나온다. 이 '블랙'가문 중 현존하는 사람은 '스피어스 블랙'이라고 한다.

### 제1장 '피' (Blood)
제1장 '피'는 성 요한 기사단의 단원이었던 제1대 모건 블랙(Morgan Black)이 주인공이다.
1650년, '사힌(Sahin)'이 이끄는 오스만 제국군이 성 요한 기사단의 근거지였던 몰타를 총 공격하게 된다. 격전끝에 성 요한 기사단은 몰타를 지켜냈지만, 몰타를 수색 하는 도중 동굴에서 발견된 알 수 없는 문양을 보고, 기사단의 단장 알레인은 이것이 '달의 호수'이며, 아메리카 대륙에 있다는 사실을 알려주고 모건에게 아메리카 대륙으로 갈것을 명령하였다. 아메리카로 향하던 모건의 함대는 카리브해상의 쿠바에서 엘리자벳 램지(애칭 리지)의 해적과 조우하게 되었고, 그들과 원주민 저항 세력과의 전투 끝에 항해도를 획득하며 아메리카(게임에 의하면, 현재의 멕시코일대)에 도착하였다. 천신만고 끝에 그곳에서 카리브족 등 원주민 부족과 동맹을 맺어 오스만 제국군과 전투를 벌여 승리하였다. 요새는 부서졌으며 사힌은 스페인의 정복자 '델가도'의 포로가 되었다. 그들은 아즈텍을 침략하던 스페인군대를 격파하는 동시에, '달의 샘'이 있다는 플로리다반도 일대로 이동하였지만, 공교롭게도 풍랑을 만나 다시 쿠바의 아바나로 가게 되었고, 쿠바에서 해적 엘리자벳 램지의 세력과 합세하였다. 플로리다에 상륙하여, 스페인측의 해적선을 노획하였고, 사힌조차 합류하였다. 그는 델가도에 이용당한것을 알아채고 모건의 일행에 합류한 것이다.
그렇지만, 모건이 아메리카에 오게 된 것은 알레인의 함정이었고, 사실 알레인은 '서클단'(The Circle, 게임 내 오수스)의 지도자였다. 결국 그것을 알아챈 모건은 결국 알레인과 서클단과 전투를 하기로 결심하고, 젊음의 샘(또는 달의 샘)으로 이동했다. 리지가 제공한 자폭선을 이용하여 서클단의 함대를 파괴하고, 근처에 있던 거포를 노획하여 젊음의 샘(또는 달의 샘)을 파괴하였다. 알레인은 전투 도중 목숨을 잃게 되었다. 젊음의 샘(달의 샘)을 파괴한 일행중 사힌은 오스만 제국으로 돌아갔고, 리지도 자신의 근거지였던 카리브해로 돌아갔다. 모건은 젊음의 샘에 있던 물을 마셨으며, 젊음의 샘의 물은 결국 마르게 되었다. 게임 중 아멜리아 블랙은 이렇게 설명한다.
"리지가 내 고조 할머니인지는 알 수 없지만, 내 성격이 해적같다는 말은 많이 듣는다."
제1장의 홈 시티는 몰타의 발레타이며, 스페인 문명을 개조한 성 요한 기사단 문명의 입장으로 플레이하게 된다. 따라서 로델레로와 베테랑 창기병을 사용할 수 있다. 또한 성 요한 기사단 특수 유닛, 후프 투척병을 사용할 수 있다. 다만 이 조합은 화약류가 빠졌으므로, 이때에는 화포 등 일체의 화약 무기를 사용할 수 없다. 다만 구포를 사용할 수 있고, 홈 시티에서 소형포를 지원 받을 수 있다.

### 제2장 '얼음' (Ice)
제2장 '얼음'은 가상의 군사조직인 '존 블랙의 용병단'(John Black's Mercenaries) 단장이자, 모건의 손자인 제3대 존 블랙(John Black)이 주인공이다.
1757년, 영국의 아메리카 식민지에 있던 존 블랙과 그의 이로쿼이족 친구인 카넨케(Kanyenke)가 있던 마을은 체로키족의 공격을 받고 있었다. 결국 체로키족을 막아냈지만, 이번에는 영국군이 공격을 해오는 바람에 마을이 파괴되었고, 삼촌 스튜어트 블랙(Stuart Black)은 영국군에 의해 납치당하였다. 결국 존과 카넨케는 카넨케의 부족인 이로쿼이족이 있는 북쪽 뉴잉글랜드 일대로 이동하였고, 그곳에서 카넨케의 누이동생 노나키(Nonahkee)와 다른 이로쿼이족 세력과 합류하여 영국군을 격파하였다. 그 와중에서도 존과 노나키는 사랑에 빠졌다. 당시 북아메리카 일대는 7년 전쟁이 벌어지고 있었는데, 존과 카넨키의 일행은 프랑스군과 연합하여 영국군을 몰아냈다. 당시 영국군 제독인 조지 워싱턴은 휴전을 선포하고 존 블랙의 사정을 듣고 오대호에 위치해 있는 서클단의 기지를 파괴하도록 돕는다. 결국 기지는 파괴되었다.
그 와중에, 스튜어트 블랙은 목이 잘린 채 발견되었고, 서클단의 새로운 지도자 워릭(Warwick)은 서부로 도망갔다. 결국 노나키는 다시 이로쿼이족의 영토로 돌아갔고, 존과 카넨케는 대평원일대로 가, 현지의 원주민 세력과 연합하여 서클단의 군대를 격파하였다. 계속 추적을 하던 존과 카넨케의 일행은 로키산맥일대에 있던 요새를 공격하여 파괴하였다. 끝내, 로키산맥에서 마침 태평양을 건너온 러시아군과 합류하려는 워릭의 일당을 만나게 되었고, 거대한 나무 다리 일대에 폭약을 설치하여 러시아군을 격파하는 동시에 워릭을 사살하는 데 성공하였지만, 존 자신도 실종되고 말았다.
존의 실종 이후 카넨케는 이로쿼이족의 영토로 돌아갔고, 노나키는 존의 아들이자 아멜리아의 아버지인 나다니엘 블랙(Nathaniel Black)을 낳게 되었다.
제2장의 홈 시티는 보스턴이며, 독일 문명을 개조한 '존 블랙의 용병단'(John Black's Mercenaries)의 입장으로 플레이 하게 된다. 따라서 율란을 사용할 수 있고, 홈 시티에서 지원받는 용병은 보통 독일의 란즈크네츠 검병, 헤센 저격병, 신성 로마 제국 흑기병이다.

### 제3장 '강철' (Steel)
제3장 '강철'은 가상의 철도회사인 '팰콘 철도회사'(The Falcon Company)의 사장이자, 존 블랙의 손녀이자 블랙가문의 제5대 아멜리아 블랙(Amelia Black)이 주인공이다.
1819년, 미국 서부 일대에 철도를 부설하고 있던 아멜리아와 기병대 사령관 쿠퍼(Cooper) 소령은 철도 공사에 힘을 쓰게 되었지만, 멕시코군대의 침략을 받게 되었다. 요새에서 농성을 하며 시간을 끌다 증원군과 함께 멕시코군을 격파한 아멜리아는 그곳에서 프랑스인 피에르 보몽(Pierre Beaumont)의 꾀에 속아 콜로라도에 있다는 금광으로 가게 되었지만, 함정임을 알고 있던 아멜리아의 종조부 카넨케의 경고로 보몽의 계략은 실패로 끝나고, 보몽은 도망가게 되었다.
보몽을 추적하기 위하여, 물이 마른 과거의 '달의 샘'에 도착한 일행은 그곳에서 보몽의 서클단 일당을 격파하고, 세미놀족으로부터 결정적인 단서가 잉카인들에게 있다는 사실을 알게되었다. 그렇지만, 이 와중에 쿠퍼는 보몽의 계략으로 아멜리아 대신 암살되었다.
결국 남아메리카로 이동한 아멜리아와 카넨케는 그곳에서 볼리바의 요청을 받고 남아메리카의 독립전쟁에 참가하여 스페인 세력을 몰아내는 데 성공하였다. 볼리바르가 보내준 몇명의 일행과 함께 파카마요 계곡을 은밀히 넘어 잉카인들과 함께 러시아군을 격파하게 된다. 그들로부터 보몽은 쿠바 아바나에 있음을 알게되었고, 아바나 주민들과 미국 해군의 지원을 받아 서클단의 본부격인 오수스를 파괴하고, 지원된 미국 해병대 병력과 함께 서클단의 기지를 점령하였다. 아멜리아와 카넨케는 보몽에 의하여 살해당할뻔 하였지만, 아멜리아의 기지로 오히려 보몽을 사살하는 데 성공하였다.또한 그곳에서 미국 해병대가 발견한 막대한 금화를 얻어 다시 그 자금으로 철도 건설 사업에 더욱 박차를 가하게 되었다. 카넨케는 금화를 받지 않았다.
제3장의 홈 시티는 세인트루이스이며, 영국 문명을 개조한 미국문명의 입장으로 플레이하게 된다.

## 시스템

### 보물
'보물'이란 확보하면 식민지에 이익이 되는 자원을 말한다. 탐험가와 주민이 확보할 수 있다. 그러나, 확보하기 위해 보물 감시자를 처치해야 하는 경우가 대부분이다. 또한 보물에는 여섯 가지 유형이 있는데, 다음과 같다.
- 식량
- 목재
- 금화
- 경험치
- 유닛(원주민 전사나 탐험가의 탐험을 돕는 군견, 식량 자원을 제공하는 소나 양 등)
- 업그레이드

### 원주민
'원주민' 마을에 교역소를 지으면 동맹을 맺게 되어 원주민 전사를 양성할 수 있으며 추가적인 업그레이드를 할 수 있다. 원주민 전사는 인구 수를 차지하지 않으며, 원주민 전승 지식 업그레이드는 유닛이나 건물에 영향을 주는 것, 추가적인 자원 상자를 제공하는 것 등 다양하다.

### 교역로
교역로의 교역소 건설 자리에 교역소를 건설하면, 경험치를 얻을 수 있으며 업그레이드를 진행함에 따라 자원도 얻을 수 있다. 하나의 교역소 당 경험치나 식량, 목재, 금 가운데 하나만을 선택하여 얻을 수 있다.

## 유닛
에이지 오브 엠파이어 3의 유닛이다.

### 주민
- 주민 : 일반 주민이다. 사냥과 딸기 채집, 농사로 식량을, 벌목으로 목재를, 금 채굴과 농원에서의 노동으로 금을 채집한다.

- 쿠뢰 드 보아 : 주민을 대체하는 프랑스의 고유 유닛이다. 타 국가의 주민들보다 체력과 공격력이 높다.

- 주민 마차 : 독일의 주민으로 생산속도가 주민보다 빠르다. 독일의 경우는 주민 마차가 주민을 대체하지 않으며, 별개의 유닛으로 취급된다. 보통의 방법으로는 양성할 수 없으며, 홈 시티에서 수송받을 수 있다.

### 치료사
- 성직자 : 기본적인 치료사이다. 교회에서 양성할 수 있다. (스페인, 오스만 제외)

- 군의관 : 더욱 강력한 치료사이다. 홈 시티에서 수송하거나 홈 시티에서 교회에서 생산할 수 있게 해주는 카드를 사용할 수 있다. '야전 병원'을 건설해, 부근에서 휴식을 취하고 있는 유닛의 체력을 회복시킬 수 있다.

- 선교사 : 성직자를 대체하는 스페인의 고유 유닛으로, 치료사 가운데 유일한 기병이다.

- 이맘 : 성직자를 대체하는 오스만의 고유 유닛이다.

### 보병
- 석궁병 : 기본적인 궁사이다. 보병과 경기병에 강하다. (러시아, 네덜란드, 오스만, 영국 제외)

- 장창병 : 창병으로 기병과 대포에 강하며 건물 파괴 능력이 뛰어나다. 이동 속도가 빠르다. (러시아, 오스만 제외)

- 미늘창병 : 더욱 강력한 창병으로 기병에 강하며 건물 파괴 능력이 뛰어나지만 이동 속도가 장창병에 비해 느리다. (스페인, 영국, 오스만, 독일제외)

- 머스킷총병 : 공격력이 강한 총병으로 근접전에서 기병에 강하다. 공성 능력이 약간 뛰어나다. (네덜란드, 오스만제외)

- 장궁병 : 석궁병에 비해서 공격력이 약하지만 사정거리는 더 길다. (영국만 생산가능)

- 척후병 : 머스킷총병에 비해 사정거리가 길지만, 체력이 약하다. 중보병에 강하다. (영국, 오스만, 포르투갈제외)

- 로델레로 : 방패를 든 검병으로 기병과 대포에 강하다. 이동 속도가 매우 빠르다. (스페인만 생산가능)

- 까사도르 : 포르투갈의 강력한 척후병이다. (포르투갈만 생산가능)

- 재니세리 : 오스만의 강력한 머스킷총병이다. 아부스 포병을 제외하면 유일한 보병이다. (오스만만 생산가능)

- 민병대 : 비상 시에 마을 회관에서 생산할 수 있는 머스킷총병으로, 생산 직후부터 체력이 급속히 감소하기에 반드시 필요한 경우에 동원해야 한다. 체력이 1이 되면 더 이상 감소하지 않는다. (모든 나라 생산가능)

- 스트렐치 : 러시아의 척후병으로 양성 가격이 저렴한 반면 체력과 공격력이 뒤떨어진다. (러시아만 생산가능)

- 도플솔드너 : 독일의 장창병으로, 장검을 사용한다. (독일만 생산가능)

- 독립군 : 혁명선포 후 주민 대신 생산할 수 있는 머스킷총병이다. (혁명선포를 한 유럽국가만 생산가능 *주민생산불가)

### 기병
- 후사르 : 기본적인 경기병이다. 공격력이 강하다. (러시아, 독일제외)

- 코사크 기병 : 러시아의 경기병이다. 후사르와 비슷하나, 양성 가격이 싼 대신 능력 면에서는 뒤떨어진다. (러시아만 생산가능)

- 드래군 기병 : 기본적 총기병이다. 기병에 강하다. (러시아, 오스만, 네덜란드, 독일 제외)

- 기마 궁사 : 드래군 기병을 대체하는 기마 궁사. (러시아, 오스만만 생산가능)

- 퀴러시어 기병 : 중무장한 기병으로 막강한 범위 공격력과 체력을 지녔지만, 양성 가격이 비싸다. (프랑스만 생산가능)

- 창기병 : 스페인의 창기병으로 보병에게 강한 것이 특징이다. (스페인만 생산가능)

- 오프치리니크 기병 : 러시아의 기병으로 건물과 주민에게 강력한 유닛이다. (러시아만 생산가능)

- 로이테르 기병 : 드래군 기병을 대체하는 네덜란드 기병. 다른 기병과는 다르게 인구 수를 1만 차지하지만, 능력 면에서는 뒤떨어진다.(네덜란드만 생산가능)

- 율란 : 독일의 경기병으로 공격력이 강하지만 체력이 매우 낮다. (독일만 생산가능)

- 전차 : 독일의 소총 후스파 마차이다. 체력이 매우 강하고 기병에 강하다. (독일만 생산가능)

- 스파히 기병 : 오스만의 강력한 중기병이다. (오스만만 홈시티에서 지원가능)

### 포병
- 수류탄 투척병 : 작은 폭약을 던지는 투척병으로, 포병과 같이 건물을 공격하는 용도로 활용되지만 게임 내에서는 보병으로 분류된다. 보병에도 강하다.(프랑스,스페인제외)

- 소형포 : 보병에 강한 대포이며 공성능력은 떨어진다. (포르투갈제외)

- 컬버린포 : 다른 대포나 선박에 강하며 공성능력은 떨어진다. (모든 나라 생산가능)

- 구포 : 건물과 선박만 공격할 수 있지만, 파괴력이 뛰어나다. (모든 나라 생산가능)

- 기마포병 : 작고 빠른 대포이다. (모든 나라 생산가능)

- 폭파병 : 공격력이 매우 높은 대신 매 공격시 자폭한다. (모든 나라 생산가능)

- 아부스 포병 : 개인화기로 무장한 포병으로, 보병에게 강하다. 게임 내에서는 보병으로 분류된다. (오스만만 생산가능)

- 오르간 건 : 한 번에 많은 양의 대포알을 쏘는 대포로, 보병에 강하다. (포르투갈만 생산가능)

- 중포 : 강력한 대포로, 공장에서 무료로 생산하거나 홈 시티에서 수송받을 수 있다. (영국, 오스만제외)

- 로켓 발사기 : 중포와 비슷한 대포이다. (영국만 생산가능)

- 대형 사석포 : 오스만의 중포로, 용병을 제외하고 게임 내에서 가장 강력한 대포다. (오스만만 생산가능)

- 개틀링 기관총 : 혁명선포 후 생산할 수 있는 오르간 건과 비슷한 총포이다. (혁명선포 후 모든나라 생산가능)

### 용병
- 하이랜더 : 스코틀랜드 머스킷총병. 공격력이 매우 강하고 체력도 뛰어나지만, 대포에는 약하다.

- 란즈크네츠 : 독일 장검병. 대체적으로 미늘창병과 비슷하지만, 비교적 능력이 뛰어나다.

- 저격병 : 독일 헤센의 척후병으로, 일반 척후병에 비해 능력이 뛰어나다.

- 흑기병 : 독일의 총기병으로 근접 기병에 강하다.

- 바바리 해적 : 바바리 해안의 해적 용병으로, 근접전에 강하다.

- 해카펠 기병 : 공격력이 매우 강력한 핀란드의 중기병으로 근접 공격을 한다.

- 노예병 : 이집트의 체력이 매우 강한 근접 중기병이다.

- 스위스 장창병 : 스위스의 강력한 장창병으로 건물과 기병에 강하다.

- 스트라디오트 기병 : 알바니아의 중기병으로 대포에 강하다.

- 만주 기병 : 만주의 궁기병으로 기병에 강하다.

- 낭인 무사 : 일본의 낭인 무사로 기병에 강하다.

### 선박
- 어선 : 생선을 잡아 식량을 생산하거나 고래를 잡아 금화를 생산한다. 99개까지 생산할 수 있다.

- 캐러밸선 : 어선처럼 자원을 생산할 수 있으며 어선과는 달리 공격능력을 갖추었다. 5개까지 생산할 수 있다. (오스만제외)

- 갤리온선 : 군사를 양성하는 강력한 전투선이다. 3개까지 생산할 수 있다. (네덜란드제외)

- 갤리선 : 오스만의 캐러벨이다. (오스만만 생산가능)

- 쾌속 범선 : 네덜란드의 갤리온이다. (네덜란드만 생산가능)

- 프리깃함 : 매우 강력한 선박이다. 3개까지 생산할 수 있다.

- 모니터함 : 건물과 선박에 효율적인 선박이다. 2개까지 생산할 수 있다.

- 카누 : 원주민 보트로 고기를 잡을 수 있다. 20개까지 생산할 수 있다.

- 장갑함 : 혁명 선포 후 만들 수 있는 철제 모니터함으로 내구력이 강하다.

- 사략선 : 용병 선박. 캐러벨선과 비슷하지만 고기를 잡을 수 없다.

제한한도 이상으로 생산할 수 없으나, 홈 시티에서 카드를 사용하면 한도를 늘릴 수 있다.

### 가축
- 양 : 시간이 갈수록 살이 찌는 동물로 잡아서 식량을 생산할 수 있다. 300의 식량을 제공한다.

- 소 : 시간이 갈수록 살이 찌는 동물로 잡아서 식량을 생산할 수 있다. 500의 식량을 제공한다. (스페인, 포르투갈 제외)

- 라마 : 시간이 갈수록 살이 찌는 동물로 잡아서 식량을 생산할 수 있다. 500의 식량을 제공한다. (스페인, 포르투갈만 생산 가능)

- 축사나 토루에서 키우면 살이 찌는 속도가 증가한다.
- 플레이어가 생산한 가축이라고 하더라도, 주변에 아군 유닛이 없고 적군 유닛이 부근에 있을 경우, 적에게 소유권이 이양될 수도 있다.

### 야생 식량공급
- 사슴 : 식량 400을 제공한다.

- 엘크 : 식량 500을 제공한다.

- 들소 : 식량 500을 제공한다.

- 카피바라 : 식량 400을 제공한다.

- 맥 : 식량 500을 제공한다.

- 칠면조 : 식량 400을 제공한다.

- 큰뿔양 : 식량 400을 제공한다.

- 순록 : 식량 500을 제공한다.

- 과나코 : 식량 400을 제공한다.

- 말코손바닥사슴 : 식량 500을 제공한다.

- 사향소 : 식량 500을 제공한다.

- 가지뿔영양 : 식량 400을 제공한다.

- 아메리카 타조 : 식량 400을 제공한다.

- 딸기 : 식량 1000을 제공하나 생산 속도가 느리다.

- 농어 : 식량을 제공하는 물고기. (모든 물고기는 식량 500을 제공한다.)

- 대구 : 식량을 제공하는 물고기.

- 만새기 : 식량을 제공하는 물고기.

- 연어 : 식량을 제공하는 물고기.

- 정어리 : 식량을 제공하는 물고기.

- 풀잉어 : 식량을 제공하는 물고기.

- 흰돌고래 : 금화를 제공하는 고래. (모든 고래는 금화를 무제한으로 제공한다.)

- 혹등고래 : 금화를 제공하는 고래.

- 밍크고래 : 금화를 제공하는 고래.

### 보물감시자
- 코요테 : 보물 감시자 중에서 가장 약하다.
- 늑대 : 보물 감시자 중에서 2번째로 약하다.

- 악어 : 보물 감시자 중에서 3번째로 약하다.

- 재규어 : 보물 감시자 중에서 4번째로 약하다.

- 쿠거 : 보물 감시자 중에서 6번째로 강하다.

- 흑곰 : 보물 감시자 중에서 5번째로 강하다.

- 회색곰 : 보물 감시자 중에서 4번째로 강하다.

- 북극곰 : 보물 감시자 중에서 3번째로 강하다.

- 무법자 독침 전사 : 보물 감시자 중에서 2번째로 강하다.

- 무장 무법자 : 권총을 든 보물 감시자.

- 무법자 소총수 : 무장 무법자와 대등.

- 무법자 기병 : 무장 무법자와 대등.

- 해적 : 무장 무법자와 대등하나 근접 공격을 한다.

### 특별유닛
- 탐험가 : 식민지를 건설할 때 딸려 나오는 총병이다. 보물을 확보하고 교역소를 건설할 수 있으며 보물 감시자에 강하다. (모든나라 가능)

- 탐험견 : 탐험가의 애완견쯤 되는 유닛. 홈 시티에서 지원받을 수 있다. (스페인 제외)

- 군견 : 탐험견보다는 체력이 다소 낮지만 5마리까지 양성할 수 있는 스페인 군견. (스페인만 생산 가능)

- 마차 : 공격능력은 없지만 마을 회관이나 감시 초소 등 제한된 건물을 건설할 수 있다. (모든나라 가능)

- 사절 : 정찰을 맡은 네덜란드의 정찰병. (네덜란드만 생산 가능)

- 열기구 : 홈시티에서 연구하여 탐험가가 제작하는 기구. 다른 유닛들이 공격할 수 없지만 제한된 시간 동안만 사용할 수 있다.

- 고급 열기구 : 영구적으로 사용할 수 있는 열기구.

- 원주민 정찰병 : 원주민의 정찰병으로 임의적으로 종족이 정해지지만 언어는 모두 누트카어를 사용한다. 홈 시티에서 수송하거나 보물로 획득할 수 있으며, 프랑스는 게임 시작 시부터 하나 보유하고 있다.

## 평가
| 평가 |        |
| --- | ------ |
| 통합 점수 통합사 점수 게임랭킹스 82% [ 6 ] 메타크리틱 81% [ 7 ] 평론 점수 평론사 점수 1UP.com B- [ 8 ] 게임 레볼루션 B- [ 9 ] 게임스팟 8.2/10 [ 10 ] 게임스파이 5/5 [ 11 ] 게임존 9.5/10 [ 12 ] IGN 8.8/10 [ 13 ] PC 게이머 (US) 91% [ 6 ] VideoGamer.com 8/10 [ 14 ] |        |
| 통합 점수 |        |
| 통합사 | 점수   |
| 게임랭킹스 | 82%    |
| 메타크리틱 | 81%    |
| 평론 점수 |        |
| 평론사 | 점수   |
| 1UP.com | B-     |
| 게임 레볼루션 | B-     |
| 게임스팟 | 8.2/10 |
| 게임스파이 | 5/5    |
| 게임존 | 9.5/10 |
| IGN | 8.8/10 |
| PC 게이머 (US) | 91%    |
| VideoGamer.com | 8/10   |